# Tillandsia standleyi
Tillandsia standleyi är en gräsväxtart som beskrevs av Lyman Bradford Smith. Tillandsia standleyi ingår i släktet Tillandsia och familjen Bromeliaceae. Inga underarter finns listade i Catalogue of Life.